# مزاحم (فیلم ۱۹۶۲)
مزاحم (انگلیسی: The Intruder) فیلمی در ژانر درام به کارگردانی راجر کورمن است که در سال ۱۹۶۲ منتشر شد.

## بازیگران
- ویلیام شاتنر
- جین کوپر
- جورج کلیتون جانسون
- لئو گوردون
- رابرت امهارت
- ویلیام اف. نولان